# Alexander Morley
Sir Alexander Francis Morley, KCMG, CBE (* 6. Januar 1908; † 19. September 1971) war ein britischer Diplomat, der unter anderem zwischen 1954 und 1955 Assistierender Unterstaatssekretär im Ministerium für Commonwealth-Beziehungen (Commonwealth Relations Office), von 1957 bis 1962 Hochkommissar in Ceylon sowie zwischen 1962 und 1965 Hochkommissar in Jamaika war. Darüber hinaus fungierte er von 1965 bis 1967 als Botschafter des Vereinigten Königreichs in Ungarn.

## Leben
Alexander Francis Morley, Sohn von Arthur S. Morley, FRCS, absolvierte nach dem Besuch der renommierten 1567 gegründeten Rugby School ein Studium am Queen’s College der University of Oxford. Er trat am 16. Oktober 1930 als Beamter (Junior Grade of the Administrative Class) in das Ministerium für Britisch-Indien (India Office) und wechselte später unter anderem ins Ministerium für Burma (Burma Office), wo er für seine Verdienste als assistierender Sekretär zum 1. Januar 1948 zum Commander des Order of the British Empire (CBE) ernannt. Nach der Unabhängigkeit von Burma und Indien und der damit verbundenen Auflösung der Ministerien war er im Ministerium für Commonwealth-Beziehungen (Commonwealth Relations Office) tätig und fungierte zwischen 1950 und 1952 als stellvertretender Hochkommissar in Neuseeland sowie daraufhin von 1953 bis 1954 Leiter des Referats für Verfassungsangelegenheiten (Head of Constitutional Department, Commonwealth Relations Office). Daraufhin fungierte er zwischen 1954 und 1955 als Leiter der Unterabteilung für politische Angelegenheiten (Assistant Under-Secretary for Commonwealth Relations, Political Division) und wurde für seine dortigen Verdienste zum 9. Juni 1955 auch zum Commander des Order of St Michael and St George (CMG) ernannt, woraufhin er von 1956 bis 1957 stellvertretender Hochkommissar in Indien mit Amtssitz in Kalkutta war.
Anschließend übernahm Morley 1957 von Sir Cecil Syers den Posten als Hochkommissar in Ceylon und verblieb auf diesem Posten in Colombo bis 1962, woraufhin Sir Michael Walker seine dortige Nachfolge antrat. Während seiner dortigen Verwendung wurde er zum 13. Juni 1959 für seine Verdienste als Knight Commander des Order of St Michael and St George (KCMG) nobilitiert, wodurch er fortan den Namenszusatz „Sir“ führte. 1962 wurde er erster Hochkommissar in Jamaika und behielt dieses Amt bis zu seiner Ablösung durch Dalton Murray 1965. Zuletzt wurde er am 22. August 1965 Nachfolger von Sir Ivor Pink Botschafter des Vereinigten Königreichs in Ungarn und bekleidete diese Funktion bis zu seinem Eintritt in den Ruhestand 1967, woraufhin Sir Guy Millard ihn ablöste. Nachdem es in dieser Zeit zur Zusammenlegung des bisher eigenständigen Ministeriums für Commonwealth-Beziehungen und des Kolonialministeriums (Colonial Office) zum Ministerium für Commonwealth-Angelegenheiten (Commonwealth Office) gekommen war, wechselte er am 30. März 1966 noch in den diplomatischen Dienst (Her Majesty’s Diplomatic Service) des Außenministeriums (Foreign Office).
Alexander Morley war seit 1939 mit Hedwig „Hedy“ Landesberger von Antburg (1908–?) verheiratet, eine Tochter des österreichischen Rechts- und Wirtschaftswissenschaftlers Julius Landesberger von Antburg (1865–1920) und Else Theresa Traumann, geb. Stoerk (1869–1945), Tochter des österreich-ungarischen Laryngologen Karl Stoerk (1832–1899). Aus dieser Ehe ging eine Tochter hervor.

## Veröffentlichung
- The Harrap Opera Guide, 1970